# Grigorij Aleksandrovič Stroganov
Conte Grigorij Aleksandrovič Stroganov, in russo Григорий Александрович Строганов? (San Pietroburgo, 13 settembre 1770 – San Pietroburgo, 7 gennaio 1857), è stato un nobile e diplomatico russo.

## Biografia
Era l'unico figlio maschio del barone Aleksandr Nikolaevič Stroganov (1740-1789), e della sua prima moglie, Elizaveta Aleksandrovna Zagrjažskaja (1745-1831). Aveva due sorelle: Ekaterina e Elizaveta. Venne istruito a casa sotto la guida di un tutore francese. Nel 1787, insieme al cugino Pavel Aleksandrovič Stroganov ed l'educatore Charles Gilbert Romme, compì un viaggio all'estero con l'obiettivo di continuare i suoi studi.
Durante il suo soggiorno in Francia, ricevette la notizia della morte del padre.

## Carriera
Nel 1804 divenne ambasciatore a Madrid. Nel 1812 è stato nominato inviato straordinario e ministro plenipotenziario in Svezia. Nel 1816 è stato assegnato a condurre una missione a Costantinopoli. Nel luglio 1821 lasciò la capitale turca, insieme a tutta la missione russa, nel segno di protesta contro l'imposizione di un embargo sulle merci delle navi turche trasportate sotto la bandiera russa e il divieto di navigazione delle navi greche nello stretto.
Nel 1827 è stato nominato membro del Consiglio di Stato. Nel 1838 rappresentò la Russia all'incoronazione della regina Vittoria.
Nel 1837 divenne tutore dei figli alla morte di Aleksandr Sergeevič Puškin (1837-1846).

## Matrimoni

### Primo Matrimonio
Sposò, il 16 febbraio 1791, la principessa Anna Sergeevna Trubeckaja (1765-1824), sorella del generale Vasilij Sergeevič Trubeckoj e della contessa Ekaterina Sergeevna Trubeckaja. Ebbero otto figli:
- Nikolaj Grigor'evič (1794-1824);
- Sergej Grigor'evič (1794-1882);
- Aleksandr Grigor'evič (1795-1891);
- Aleksej Grigor'evič (1797-1831);
- Elena Grigor'evna (1800-1832), sposò Ivan Dmitrievič Čertkov;
- Valentin Grigor'evič (1801-1833);
- Paolina Grigor'evna (morta in tenera età);
- Grigorij Grigor'evič (morto in tenera età).

### Secondo Matrimonio
Nel 1827 sposò la contessa Juliana d'Oyengauzen (1782-1864). Ebbero una figlia:
- Idalia Maria de Oberto (1807-1889).

## Morte
Morì il 7 gennaio 1857 e fu sepolto nel Monastero di Aleksandr Nevskij.